# SuperSplash (Plopsaland Belgium)
SuperSplash im Plopsaland Belgium (De Panne, Westflandern, Belgien) ist eine Wasserachterbahn vom Modell SuperSplash des Herstellers Mack Rides, die am 1. April 2006 eröffnet wurde. Es war der erste SuperSplash mit einem vertikalen, Aufzug-ähnlichen Lift.
Die 300 m lange Strecke erreicht eine Höhe von 24 m und besitzt einen 18 m langen First Drop, auf dem die Wagen eine Höchstgeschwindigkeit von 68 km/h erreichen.